# Мала Зелена
Мала́ Зелена — село в Україні, у Чемеровецькій селищній громаді Кам'янець-Подільського району Хмельницької області.

## Назва
Село перейменоване, зафіксовано назва «Зелена Слобідка» 1895 році.

## Географія
Село розташовано на річці Збруч, на північ від села знаходиться Велика Зелена, а на північний захід на іншому березі Збруча село Зелена.

### Клімат
Мала Зелена знаходяться в межах вологого континентального клімату із теплим літом, але діяльність людини призводить до поганих змін та глобального потепління.

## Історія
Перша згадка про село 1545 рік.
Внаслідок поразки визвольних змагань на початку XX століття, село надовго окуповане російсько-більшовицькими загарбниками.
Радянська окупація принесла колективізацію та розкуркулення, селяни зазнали репресій.
В 1932–1933 селяни села пережили Голодомор.
По закінченню Другої світової війни у 1946—1947 роках мешканці села вчергове пережили голод.
З 1991 року в складі незалежної України.
15 вересня 2016 року шляхом об'єднання сільських територіальних громад, село увійшло до складу Чемеровецької селищної громади.
До адміністративної реформи 19 липня 2020 року село належало до Чемеровецького району, після його ліквідації, увійшло до складу Кам'янець-Подільського району.

## Релігія
- церква святих верховних апостолів Петра і Павла (2004, УГКЦ)

## Населення
Населення становить 119 осіб на 2001 рік.
Станом на 2015 рік населення села 64 особи.

### Мова
У селі поширені західноподільська говірка та південноподільська говірка, що відносяться до подільського говору, який належить до південно-західного наріччя.

## Природоохоронні території
Село лежить у межах національного природного парку «Подільські Товтри».

## Світлини

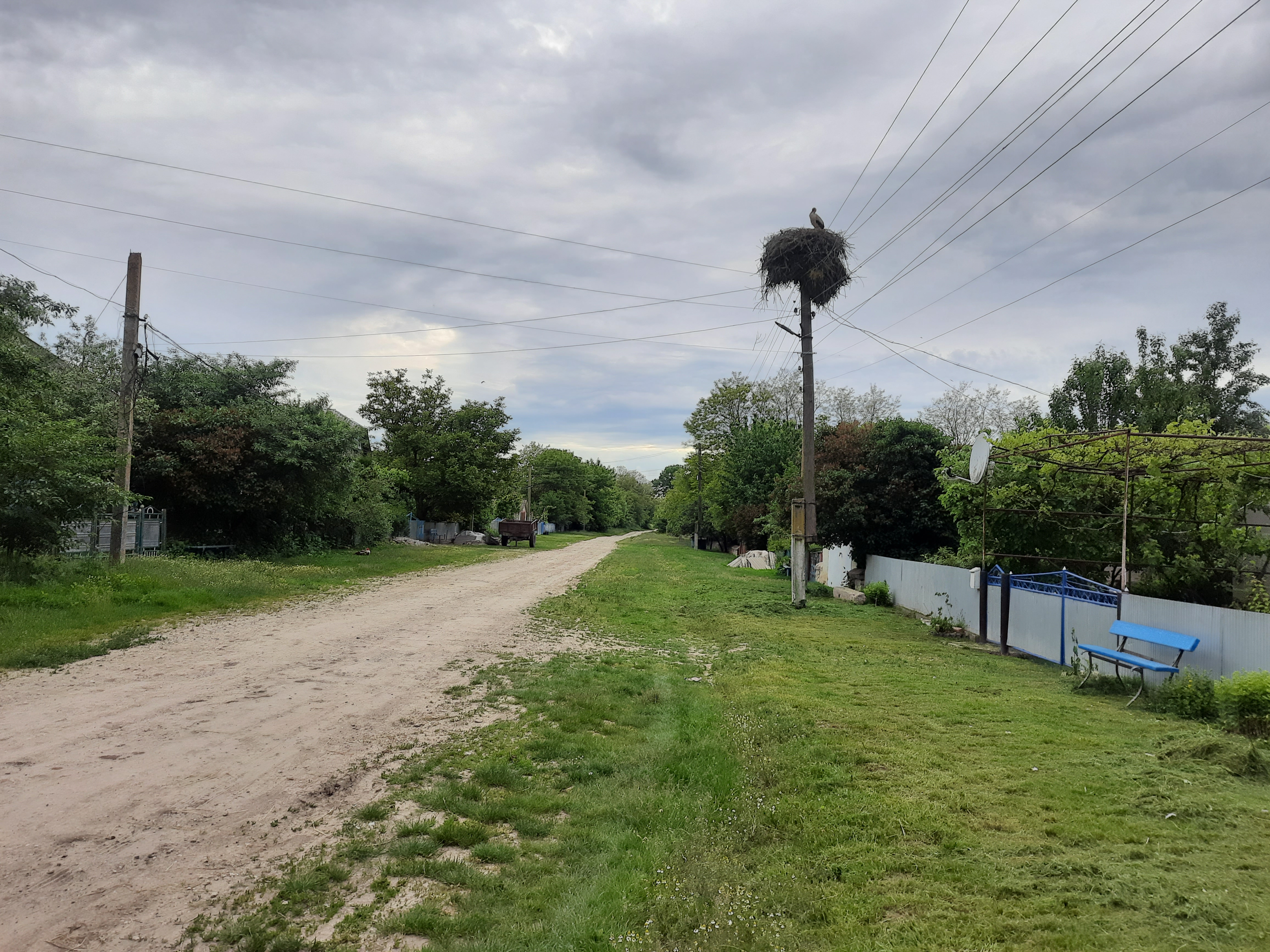
Вулиця в селі